# Grantsboro
Grantsboro es un pueblo del condado de Pamlico en el estado estadounidense de Carolina del Norte.Fue constituida en 1997 y está situado en la intersección de Carretera de Carolina del Norte 306, Carretera de Carolina del Norte 55 y es parte de New Bern (Carolina del Norte) Micropolitan Statistical Area.
Grantsboro tenía una población estimada de 729 en 2006.